# Anastacia
Anastacia Lynn Newkirk (Chicago, Illinois, 17 de setembre de 1968), coneguda simplement com a Anastacia, és una cantant i compositora estatunidenca.
Va fer el seu debut discogràfic l'any 2000, amb el seu primer àlbum Not That Kind després de signar un contracte amb el segell Epic Records una divisa de l'empresa Sony BMG Music Entertainment. El novembre de 2005 a la prensentació del seu primer recopilatori Pieces of a Dream va rebre el guardó després de vendre més de 28.000.000 de còpies de les quals 700.000 venudes a Espanya i més de 15.000.000 de singles a nivell mundial amb només tres discs. Anastacia deixa el 2006 Epic Records i a partir de llavors es manté en silenci durant dos anys, fins que l'abril de 2008 signa un important contracte amb Mercury Records una divisa discogràfica d'Universal Music Group i llança el seu quart àlbum d'estudi al mercat Heavy Rotation, un àlbum amb un escàs èxit. Després de quatre anys col·laborant amb diferents artistes, el 2012 signa un important contracte amb Sony BMG Music Entertainment per publicar dos àlbums. It's A Man's World, que va sortir a la venda el 9 de novembre, un àlbum de versions de temes de rock masculins, com Bon Jovi, U2, ACDC o Aerosmith, i un altre el 2014 titulat Resurrection, un àlbum amb el seu estil de sempre, Sprock, un àlbum que només en sortir, es posiciona entre els números 1 de vendes a nivell d'Europa.

## Començament artístic
Anastacia va néixer el 17 de setembre de 1968 a Chicago, Illinois. La seva mare Diane era actriu de musicals, i el seu pare Robert, cantant de Broadway. Als set anys, la seva miopia la va obligar a portar ulleres, que més tard es convertirien en un signe distintiu en la seva carrera com a cantant. Té dos germans, una noia més gran que ella, Shawn, que va ser la seva assessora personal, i un noi menor que ella, Brian, que és autista. El 1986 li van diagnosticar la malaltia de Crohn, una malaltia intestinal crònica per la qual va haver de ser-li extirpat part de l'intestí. A conseqüència de la intervenció la cantant llueix una cicatriu al seu abdomen que mai no ha tingut objecció en mostrar.
El seu pare patie de trastorn bipolar i la va abandonar quan era petita i es va criar amb la seva mare i els seus germans. Als 19 anys se'n va anar a viure en un apartament d'una habitació i es va graduar en la Professional Children's School de Manhattan. Encara que en la seva joventut va mostrar interès per l'arqueologia. Però abans va treballar com a recepcionista en una perruqueria, d'on la van despatxar. Va treballar com a ballarina al costat de la seva germana en diversos llocs de la ciutat dels gratacels, entre ells el 1018. Anastacia també va intervenir al Club MTV, feina que li va permetre aparèixer en diversos vídeos musicals, alguns del grup musical Salt-N-Pepa el 1988.
Continuant amb la mateixa casa, va participar en el programa per a joves promeses de la cançó 'The Cut' gràcies al bo fer del seu representant de llavors, Llissa Braudé, que la representaria després en les tasques de promoció dels seus tres primers discs. Malgrat no guanyar el concurs, algunes de discogràfiques van començar a interessar-se per la seva música. Michael Jackson li va telefonar després de sentir-la cantar per televisió per felicitar-la pel seu gran talent i animar-la a llaurar-se un futur al món de la música. "Em va dir que li agradava la meva veu i la meva actitud com a artista i em va proposar que fitxés per al seu segell dins de Sony. Estava convençut que podria ser una estrella a nivell mundial", va confessar Anastacia poc després.

## Trajectòria professional

### Enlairament internacional: Not That Kind
Al març de 1999 la cantant va firmar amb Epic Records/Daylight, una filial de Sony Music l'enregistrament del seu primer disc, Not That Kind. El seu primer single, 'I'm Outta Love', va ser un autèntic èxit en les pistes de ball dels Estats Units i aviat va arrasar al continent europeu, assolint el Top 10 a vuit països a Europa, Àsia i Oceania i aconseguint un triple disc de platí a Austràlia. També va arribar al Top 10 en les llistes de ball dels Estats Units. Va ser disc d'or a Espanya. Va obtenir el premi al Millor Artista Novel Internacional en els Premis Musicals Mundials de 2001 i una nominació com a Millor Artista Novel als MTV Europeus del mateix any.
Anastacia va continuar la seva carrera musical col·laborant amb artistes de la talla d'Elton John (amic personal de la cantant i amb qui va cantar la cançó 'Saturday Night's Alright' en un concert que el músic va oferir al Madison Square Garden de Nova York l'octubre de 2000), Luciano Pavarotti (va cantar amb ell el tema d'Anastacia 'I Ask Of You en el concert benèfic anual que el cantant d'òpera organitzava en el seu Mòdena natal) o Vonda Shepard (la cantant de la sèrie de televisió Ally McBeal, on Anastacia va fer un cameig a més de participar amb la seva cançó 'Love Is Alive' a duet amb Vonda Shepard en un dels discs editats amb les cançons de la sèrie).
Michael Jackson, es va quedar sorprès pel seu talent quan la va veure cantar al programa de la MTV 'The Cut', i la va convidar a cantar al costat d'altres estrelles del pop la seva cançó 'What More Can I Give' en l'històric concert benèfic "United We Stand" organitzat després dels atemptat de l'11 de setembre als Estats Units.

### Èxit Mundial: Freak Of Nature
Al novembre de 2001 va veure la llum el seu segon disc, 'Freak Of Nature,' amb els singles 'Paid my dues' i 'One day in your life' número u a Espanya. Va ser un altre rotund èxit que va gravar en tan sols dos mesos. Anastacia va dedicar una de les cançons del disc, 'How Come The World Won't Stop', a la cantant Lisa "Left Eye" Lopes, membre del grup musical estatunidenc TLC morta en un accident de cotxe a Hondures un mes abans de la publicació del disc. Llissa Lopes va presentar el programa 'The Cut' en el qual Anastacia va ser descoberta el 1999.
L'1 de desembre de 2001, Anastacia va ser convidada a Busan (Corea del Sud) per cantar la cançó oficial de la Copa Mundial de Futbol, que portava per títol 'Boom' i que més tard va incloure en una reedició de "Freak Of Nature", un doble CD que va incloure també el nou duet d'Anastacia amb Faith Evans, 'I Thought I Told You That', una nova versió de la cançó de Disney 'Someday My Prince Will Come' (de 'Blancaneus i els set Enans') i noves remescles de les seves cançons.
Amb "Freak Of Nature", Anastacia es va llançar a la conquesta del mercat nord-americà el 2002 i va viatjar a Les Hortes per participar en el concert VH1 Dives Las Vegas, recital anual que organitza al canal de televisió estatunidenc VH1 per recaptar fons per a la seva fundació "Save The Music" (una organització que ajuda els col·legis dels Estats Units en matèria musical). Amb aquest concert, Anastacia es va situar entre les més grans Dives de la música mundial fent-se amb algunes d'elles com Cher, Mary J. Blige, Stevie Nicks, Shakira, Whitney Houston, Cyndi Lauper, The Dixie Chicks i Céline Dion (amb aquesta última versionó en directe el clàssic d'AC/DC 'You Shook Me All Night Long' amb Meredith Brooks a la guitarra). Al desembre de 2002 es va editar el seu primer DVD, "Anastacia Video Collection", una recopilació dels seus videos musicals i escenes dels enregistraments d'alguns d'ells.
El novembre de 2003, poc abans de llançar al mercat l'àlbum, i animada per Dave Stewart, la cantant va participar en el concert 46664, celebrat a Sud-àfrica en benefici de la Fundació Nelson Mandela, al costat d'importants estrelles de la música com Bono d'U2, The Corrs, Annie Lennox, Beyoncé, Zucchero, o Brian May de Queen. En aquest concert, Anastacia va donar una mostra del seu potencial per al rock interpretant els clàssics de Queen 'We Will Rock You' i 'We Are The Champions' amb Brian May a la guitarra.

#### Càncer de pit: "Anastacia Fund"
El gener de 2003 en plena promoció pels Estats Units del seu disc Freak Of Nature i preparant una gran gira mundial, després de sotmetre's a una revisió mèdica prèvia a una reducció de pit per alleujar els seus forts dolors d'esquena, la cantant va confirmar a tothom a través de la seva pàgina web que patia càncer de mama. El dia abans d'operar-lo, va rodar el videoclip de la cançó 'Love Is A Crime' per a la banda sonora de la pel·lícula Chicago.
Després de l'operació, que va resultar un èxit, en la qual va haver de ser-li reconstruït part del pit, Anastacia es va sotmetre a diverses sessions de radioteràpia, ja que la quimioteràpia no va ser necessària, que la va debilitar en gran manera. De fet, la cantant associa l'etapa posterior a la seva malaltia a una falta de concentració. Aquesta etapa de la seva vida farà que canviï totalment, cap a l'estil amb el qual la majoria associa: el Rock o Soul rock, la tristesa i el dolor d'aquesta etapa va fer que va compondre dues cançons relacionades amb la seva malaltia del seu tercer disc: "Heavy On My Heart" i "Where Do I Belong". A més Anastacia crea y dona costat a "The Breast Cancer Research Foundation" anomenat " The Anastacia Fund", per ajudar a la detecció del càncer de mama en dones joves com ella.
El 28 de febrer del 2013, uns mesos abans de començar la nova gira, fa oficial la seva malaltia.
La malaltia torna a atacar l'artista, que fa oficial la suspensió de la seva nova gira It's A Mans World.
Anastacia molt afectada demana perdó als seus fans per defraudar-los, mentres ella continuarà escrivint el seu nou álbum i espera poder fer la gira molt aviat.
Es demana moments de privacitat per la família.
The blonde Black will return!

### Gran èxit Europeu: Anastacia
"Anastacia", el seu tercer àlbum d'estudi, publicat el 29 de març de 2004. L'àlbum va ser un dels més venuts d'aquell any convertint-se al disc més reeixit fins a aquell moment de la cantant Anastacia, va arribar al més alt de les llistes de vendes al Regne Unit, Països Baixos, Austràlia, Grècia, Itàlia, Alemanya i número 2 a Espanya. El seu primer single, 'Left Outside va ser número 1 a Austràlia, Àustria, Espanya, durant dues setmanes seguides Suïssa i Itàlia i número 2 als Països Baixos i el Regne Unit, el CD single es converteix en el primer
single més exitós de la cantant venent 4.631.000 còpies situant-se en el número 10 dels més venuts com 'Sick and Tired', número 1 a diversos països, entre ells Espanya (número u una setmana), va ser el segon single més exitós, venent 3.805.000 còpies i situant-se en el número 16 dels més venuts de 2004; també singles com Welcome To My Truth' i Heavy On My Heart', la recaptació del qual va destinar la fundació de lluita contra el càncer de mama que porta el seu nom. També destaquen la cançons 'Twisted Girl', 'The Saddest Part' i 'Get Ready', incloses en els CD singles de 'Sick and Tired', 'Welcome To My Truth' i 'Left Outside Alone' respectivament.
"Anastacia" ha estat fins a la data l'àlbum de major èxit de la cantant. L'artista va fer una gira anomenada "Live At Last" que la va portar a diferents països d'Europa on va començar a Rotterdam (Països Baixos), on va ser un èxit, entre ells i per demanda popular, a Madrid i Barcelona. La gira va tenir tal èxit que Anastacia va decidir tornar a cantar en viu el 2005 amb una altra gira que va portar el títol 'Live At Last... The Encore Tour' i que novament la va portar a diferents països europeus, encara que en aquesta ocasió no va passar per Espanya.

#### Recopilatori: Pieces Of A Dream
Al novembre de 2005, Anastacia va publicar el seu primer disc recopilatori de grans èxits, anomenat 'Pieces Of A Dream'. El disc contenia els seus majors èxits i quatre nous temes, tres dels quals es van editar en forma de single: 'Everything Burns', un duet amb Ben Moody (excomponent del grup Evanescence) i tema de la banda sonora de la pel·lícula "Els Quatre Fantàstics", 'Pieces Of A Dream', del mateix títol que el disc; 'I Belong To You', a duo amb el cantant italià Eros Ramazzotti, i la balada 'In Your Eyes' (aquesta última no editada com single). El CD també contenia un remix de tots els seus èxits, 'Club Megamix', que tancava el disc. El recopilatori va arribar a ser disc d'or a Espanya.

### Retirada del món musical "Anastacia By s. Oliver"
Al gener de 2006 Anastacia s'endinsa al món dels perfums llançant el seu sota el nom d'"Anastacia Resurrection". Al març veu la llum el seu primer DVD en directe, titulat "Anastacia Live At Last", amb actuacions de la gira realitzada els dos anys anteriors i amb nous videos musicals d'algunes de les seves cançons més recents. Una vegada acabada la promoció del DVD la cantant deixa la discogràfica Sony BMG Music. Al juny va actuar al Rock in Rio-Lisboa, al costat de diversos artistes. A finals d'any i principis del 2007 Anastacia el va dedicar a subhastar part del seu vestuari per recaptar fons en la lluita contra el càncer de mama i a promocionar la seva nova línia de roba femenina, una faceta que la cantant va explorar amb l'ajuda de la firma s.Oliver (una empresa alemanya líder al sector de la moda) "Anastacia By s.Oliver" que la va portar de promoció a Alemanya, un dels països on més èxit ha tingut la seva música. I és que, malgrat ser natural de Chicago i haver-se criat a Nova York, Anastacia ha trobat la major part del seu èxit a Europa i Austràlia.
Anastacia reapareix en un escenari després d'un any i mig apartada de la música. Ho fa per participar en el nou Estadi Wembley de Londres en el concert organitzat pels prínceps Guillem i Enric d'Anglaterra en memòria de la seva mare, la princesa Diana de Gal·les, en el qual hagués estat seu 46 aniversari. Anastacia va interpretar un tema del musical "Jesucrist Superstar", amb música de Sir Andrew Lloyd Webber. L'agost de 2007, Anastacia, en un vídeo de la seva línia de roba "s.Oliver" va revelar que estava treballant en un nou àlbum.

### Retorn més esperat: Heavy Rotation
Després d'una llarga espera de més de quatre anys sense publicar nou àlbum, Anastacia decideix publicar el seu quart àlbum d'estudi anomenat "Heavy Rotation", amb nova discogràfica "Mercury Records" una subsidiària d'"Universal Music Group" amb què pretenia començar allotjant des de zero un estil molt semblant als seus dos primers discs. L'àlbum es va editar entre el 24 d'octubre i 28 d'octubre de 2008 a tot el món menys a Amèrica, la primera setmana de sortida va vendre alguna cosa més de 44.000 discs a tot el món, unes vendes molt baixes a causa de l'escassa promoció que es va fer. A començaments de novembre va assistir als premis World Music Awards 2008. El 12 de desembre va acudir als premis els 40 principals a Espanya. El febrer de 2009 va sortir al mercat nord-americà Heavy Rotation Deluxe Edition amb què ha aconseguit arribar a poc menys de 400.000 còpies; unes vendes molt baixes per a la cantant.
La discogràfica, ha anat suspenent la promoció a poc a poc, seu primer single " I Can Feel You" no ha aconseguit ser número u a cap país, el lloc més alt és una quarta posició a Estònia i Portugal. Es va proposar com segon single, tot a la negativa de la cantant, "Absolutely Positively" i els resultats van ser desastrosos, sol pèrdues econòmiques per a la discogràfica, la seva posició més alta va ser una dotzena posició a Alemanya, pel que es va suspendre la promoció de la cançó i es va pensar a cancel·lar totalment la promoció del disc, un dur cop per a Anastacia, que el va desanimar bastant. Però Anastacia va proposar una de les seves cançons (ja que "I Can Feel You" i "Absolutely Positively" no estan compositades per la cantant), va optar per "Defeated" malgrat la negativa de la companyia que pretenia suspendre la promoció, Anastacia va intentar promocionar sense l'ajuda de la seva discogràfica el single, ja que sabia que és una cançó amb bastant d'acceptació pel seu públic. La majoria dels fans afirmen que les vendes haurien estat molt més grans si la discogràfica hagués promocionat de primers senzills, cançons com "Heavy Rotation", "I Call It Love" i "Defeated". En l'actualitat la seva promoció aquesta paralitzada en espera que acabi "Heavy Rotation Tour 2009" i durant la qual s'estan gravant els videoclips de les cançons Defeated i Heavy Rotation com ho va fer en el seu dia amb "Time" i "Underground Army".
Anastacia va començar el 4 de juny el seu Tour europeu titulat Heavy Rotation Tour, començant a Sant Petersburg i finalitzant el 13 de setembre a Ucraïna, recorrent pràcticament tot Europa passant per tres ciutats espanyoles: Girona (18 de juliol), València (20 de juliol) i Madrid (21 de juliol). El que més ha estranyat al públic és que la cançó "I Call It Love", amb molt bona acceptació en el seu públic, no ha estat inclosa en aquesta gira mundial. Abans que finalitzés "Heavy Rotation Tour".

#### Duet: Stalemate
El mes de setembre Anastacia va anunciar que estava treballant amb Ben's Brother, un grup musical britànic, en una cançó que al principi la cantava al costat de Joss Stone però que la discogràfica va decidir que la cantés al costat d'Anastacia. La cançó es titula "Stalemate" i és una bonica balada que va sortir al mercat europeu el 26 d'octubre. També, Anastacia en diverses entrevistes ha afirmat que traballaà en un nou disc amb molt més "rock" per petició del seu públic, i per gust propi de la diva.

### 2009-2010: Here Come The Girls

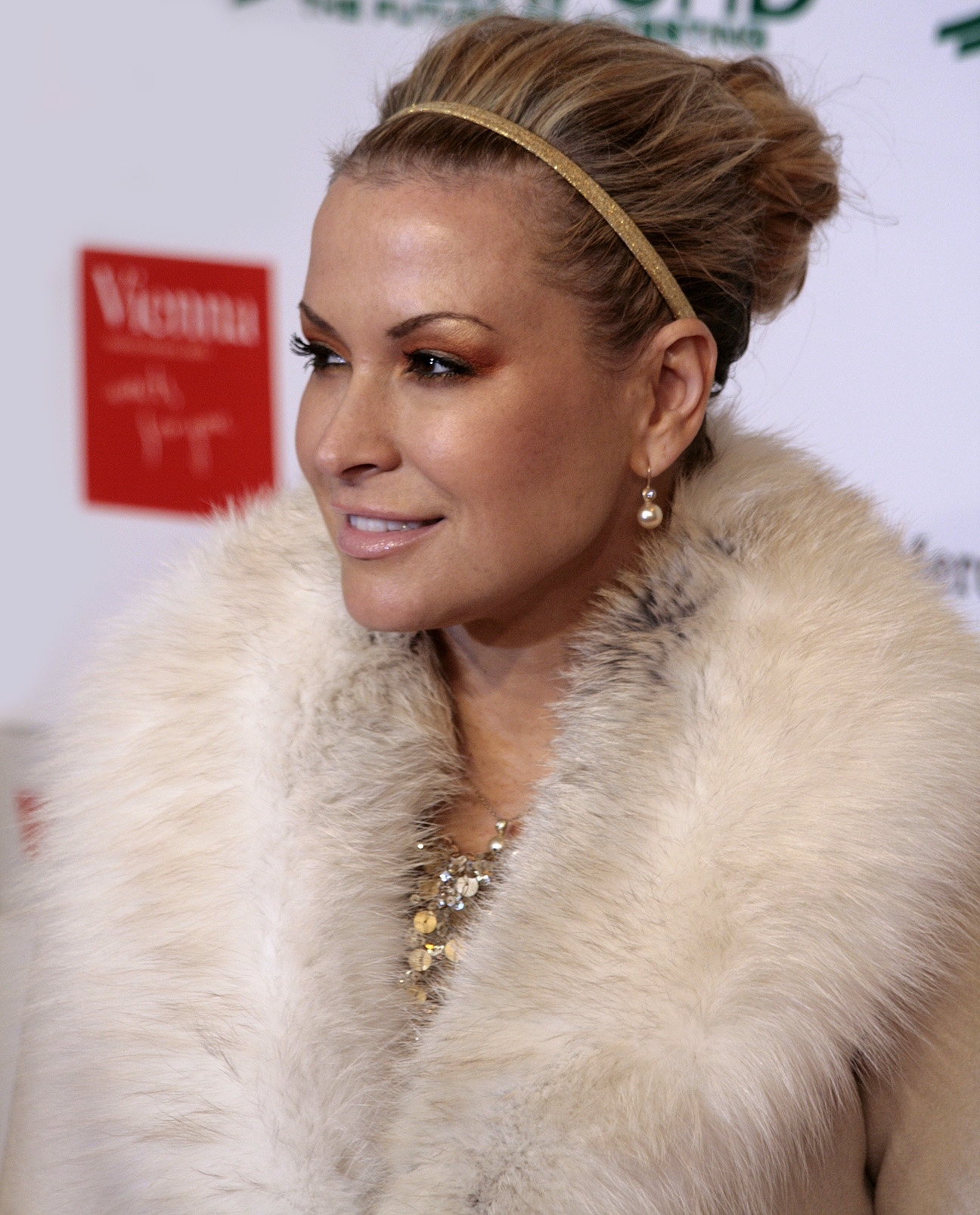
Anastacia, el 2009, als Women's World Awards.

El 12 setembre 2009 va sortir a lallum el nou projecte de Anastacia, una gira per la Gran Bretanya al costat de la cantant estatunidenca Chaka Khan i l'escocesa Lulu, anomenada Here Come The Girls. El director creatiu i productor del projecte és Steven Howard, que va produir l'espectacle de ballet d'òpera Visca la Diva. La gira va començar el 21 de novembre a Edimburg i va finalitzar el 23 de desembre a Belfast. Durant aquests vint concerts van poder cantar les seves millors cançons i les millors cançons dels anys 70 i 80 d'artistes com Tina Turner, Diana Ross, Michael Jackson, Cher, Aretha Franklin, Donna Summer, Gloria Gaynor entre d'altres, i de dels més actuals com Madonna, Robbie Williams, Beyoncé o fins i tot Lady Gaga. A causa de l'èxit al Regne Unit la gira Here Come The Girls va tenir una segona part pels principals països d'Europa.
A Suïssa durant el mes de març, va participar en el famós espectacle "Art on Ice", on va cantar les seves cançons mentre patinadors olímpics com Stephane Lambiel o Eugeni Plushenko ballaven les seves melodies. Al mateix temps es va filtrar a internet una cançó anomenada "Calling All Angels" que va ser eliminada del disc Heavy Rotation, i que la cantant estatunidenca Kat deluna, té cantada per ella mateixa també. El mes d'abril va sortir a la llum que Anastacia es va divorciar de la seva parella Wayne Newton amb el que des del 2007 estava casada. Al mes de juny, ha estat treballant en un nou tema musical titulat Safety al costat del cantant rus Dima Bilan, guanyador del Festival d'Eurovisió el 2008 i la va cantar al costat del cantant, en directe a Europaplus Moscow Muz-TV Awards 2010 a Moscou l'11 de juny. Anastaca, aquest estiu, va a formar part del jurat del programa 'Don't Stop Believing', de UK, en el qual, Anastacia va aportar la seva pròpia experiència tant professional com personal.

### 2012-2013: It's a Man's World (Tornada a l"Sprock")
Després de quatre anys des del desencant de Heavy Rotation, Anastacia no va deixar de treballar i col·laborar amb diferents artistes i esdeveniments. A l'abril va publicar en el seu perfil de Twitter que publicaria un nou disc a l'estil del famós Anastacia del 2004. Ha signat un contracte de nou amb la seva antiga companyia Sony BMG Music Entertainment per llançar dos discos. Un It's A Man's World, que va sortir a la venda el 9 de novembre del 2012 i és de versions de temes inèdits de rock masculins com: Aerosmith, Led Zeppelin, Foo Fighters, ACDC, Bon Jovi o U2 i que està produït per Glen Ballard, el mateix que en l'àlbum Anastacia. It's A Man' s World el primer dia de publicació va aconseguir el Top10 en 9 països europeus.

### Reapareguda del càncer de mama
Just abans de començar la seva gira europea "It's A Man's World Tour", diagnostíquen a la cantant amb càncer de mama novament. Per aquest motiu, es veu obligada a suspendre la gira, i és sotmès a una [[doble mastectomia]], motiu que li fa perdre per complet els pits, i haver d'utilitzar pell de l'esquena per poder tornar a refer-se'ls. Un cop passat tot aquest procés, Anastacia venç al càncer de pit per segona vegada, i en aquesta ocasió, per sempre.

### 2014: Resurrection (Retorn als orígens)
El 10 de maig de 2014, finalment es posava a la venda el nou àlbum [[Resurrection]] (sota el segell de BMG) amb el retorn a la Anastacia d'abans amb cançons més 'sprock' que mai. El primer single «Stupid Little Things» ràpidament es converteix en un èxit a Europa.

## Veu i estilsprock
Anastacia té una veu molt característica que l'ha fet triomfar per tot el món. La seva veu és una veu una mica esquinçada o "trencada" en un registre vocal (C3 - C6/D6) que li permet cantar en un àmbit vocal bastant ampli arribant a notes altíssimes, sense cap mena de falset ni ornament líric, la qual cosa molt poques cantants del seu estil han aconseguit, com ens demostra en cançons com "Heavy On My Heart", "I Ask Of You", "Defeated" i "One Day In Your Life", la cançó amb la nota més alta de l'artista, tres vuitenes per a sobre del normal.
La seva veu s'ha comparat amb grans artistes com Aretha Franklin, Donna Summer i Tina Turner veus típiques d'estil soul molt proper al gospel choir per la seva barreja amb el funk, el blues i el rock en general, veus "negres", pel que se la coneix com "The Blonde Black" (La rossa amb veu de negra).
Per la mescla d'estils que té la seva música ha creat el seu propi estil musical. La mateixa Anastacia va posar el nom a la seva música el 2004: el va anomenar sprock, una mescla entre soul, rock i pop. El tema "I Do", del tercer àlbum de la cantant, n'és un bon exemple. Anastacia afirma que se li va acudir anomenar així la seva música quan volia explicar als productors del seu tercer disc quin so volia que tingués aquest: «No volia perdre el to soul i càlid del primer i el segon, però el volia més rocker (…) i que tingués, a més, el que té de divertit el pop». Avui en dia és una marca registrada, també per tenir una línia de roba amb aquest nom.

## Discografia
| Àlbums d'estudi - 2000: Not That Kind - 2001: Freak Of Nature - 2004: Anastacia - 2008: Heavy Rotation - 2012: It's a Man's World - 2014: "Resurrection" - 2016: "A 4 App" - 2017: "Evolution" Singles - 1993: One More Chance - 1993: Forever Luv (duet with David Morales) - 1998: Mi Negra, Tu Bombón (duet with Omar Sosa) - 1998: Not That Kind - 1999: Tienes Un Solo (duet with Omar Sosa) - 1999: I'm Outta Love - 2000: Saturday Night's Alright for Fighting (duet with Elton John) - 2001: Let It Be (duet with Paul McCartney, Anastacia other artists) - 2001: I Ask of You (duet with Luciano Pavarotti) - 2001: What More Can I Give (duet with Michael Jackson and other artists) - 2001: Love Is Alive (duet with Vonda Shepard) - 2001: 911 (duet with Wyclef Jean) - 2001: Cowboys And Kisses - 2001: Made For Lovin' You - 2001: Paid My Dues - 2002: One Day in Your Life - 2002: Boom - 2002: Why'd You Lie To Me - 2002: You'll Never Be Alone - 2002: I Thought I Told You That (duet with Faith Evans) - 2002: You Shook Me All Night Long (duet with Celine Dion) - 2002: Bad Girls (duet with Jamiroquai) - 2003: Love Is a Crime - 2003: We Are the Champions, We Will Rock You, Amandla (duet with Queen, Beyoncé, Bono, Cast and David A. Stewart) - 2004: Left Outside Alone - 2004: Sick And Tired - 2004: Welcome To My Truth - 2004: Heavy On My Heart - 2004: I Do (duet with Sonny Sandoval) - 2005: Everything Burns (duet with Ben Moody) - 2005: Pieces Of A Dream - 2006: I Belong To You (duet with Eros Ramazzotti) - 2007: Sing (duet with Annie Lennox and other artists) - 2008: I Can Feel You - 2008: Absolutely Positively - 2009: Holding Back the Years (duet with Simply Red) - 2009: Defeated - 2009: Stalemate (duet with Ben's Brothers) - 2010: Safety (duet with Dima Bilan) - 2010: Burning Star (duet with Natalia Druyts) - 2011: What Can We Do (A Deeper Love) (duet with Tiësto) - 2012: If I Was Your Boyfriend (duet with Tony Moran) - 2012: Best Of You - 2012: Dream On - 2014: Stupid Little Things - 2014: Staring At The Sun - 2014: Lifeline - 2015: Take This Chance - 2017: Caught In The Middle - 2017: My Everything Recopilatoris - 2005: Pieces Of A Dream - 2015: Ultimate Collection | DVD - 2002: The Video Collection - 2005: Live at Last - 2010: Here Come The Girls Tours - 2004: Live At Last - 2005: Live At Last/Encore Tour - 2009: Heavy Rotation Tour - 2009: Here Come The Girls Tour (només a UK) - 2010: Here Come The Girls European Tour - 2014-2015: Resurrection Tour - 2016: Ultimate Collection Tour - 2017: Evolution Tour |

## Premis
1999
- "Best Female" – Italian Music Awards
- "Best International Female" – M6 Awards
- "Best New Female" – World Music Award
- "Best Newcomer" – MTV European Music Award
- "Beste Newcomerin" – Goldene Europa
- "Künstlerin des Jahres" - Goldene Europa

2001
- "Best Female Artist" – ECHO
- "Best Pop" – MTV European Music Award
- "Best Newcomer" – NRJ Music Award
- "Best Newcomer" – World Wide Music Award
- "Best Single: I'm Outta Love" – TMF Award
- "Most Promesing Act" – TMF Award
- "International Song of the Year" – NRJ Music Award
- "Artist International" – Amadeus Austrian Music Awards
- "Beste internationale Newcomerin" - Goldene Europa

2002
- "Best Pop Act International" – Comet Award
- "Best Female Singer International" – TMF Award
- "Best Female International Artist" – Edison Award
- "Best Music International" – Bambi Award
- "Best International Pop Artist" – Goldene Kamera Award

2004
- "Best Female Singer International" – Nordic Music Award
- "Best Singer International" – TMF Award
- "Best Singer Pop" – TMF Award
- "Woman Of The Year" – Maxim Award
- "Best International Female Artist" – Noordzee FM Award

2005
- "Best Non-Swedish Album" – Rockbjörnen Award
- "Best Non-Swedish Artist" – Rockbjörnen Award
- "Best Female Artist" – NRJ Radio Award
- "Best Pop" – NRJ Radio Award
- "Best Song: Left Outside Alone" – NRJ Radio Award* "Best Album 2004" – Diva Award
- "Beste Künstlerin Rock/Pop International" – ECHO
- "Best Female Artist International" – TMF Awards

2009
- "Best International Female Artist" – World Women's Awards

2013
- "Humanitarian Award" – GQ Men Of The Year Awards